# Greta Kuckhoff
Greta Kuckhoff, née Greta Lorke le 14 décembre 1902 à Francfort-sur-l'Oder et morte le 11 novembre 1981, est une résistante allemande contre le nazisme dans le réseau Orchestre rouge. Femme politique après-guerre, elle est la première présidente, de 1950 à 1958, de la Deutsche Notenbank (de), devenue ensuite la Banque d'État de la RDA.

## Biographie

### Origines, études et carrière professionnelle
Greta Lorke naît le 14 décembre 1902 dans une famille catholique modeste. Son père fabrique des instruments de musique et sa mère est couturière. Elle suit un cursus secondaire dans un OberLyzeum. Après une formation d'enseignante, Greta Kuckhoff commence à étudier la sociologie et l'économie en 1924, dans les universités de Berlin et de Wurtzbourg. De 1927 à 1929, elle étudie la sociologie à l'université du Wisconsin à Madison, où elle rencontre Arvid et Mildred Harnack,,. 
Entre 1930 et 1932, elle est employée de la société Stock Corporation Rosendorf à Zurich et, à partir de 1933, secrétaire de Karl Mannheim à l'Institut de recherche sociale à Francfort-sur-le-Main. La même année, Greta Lorke rencontre l'écrivain Adam Kuckhoff au IVe Congrès international du théâtre à Hambourg. Ils se marient en 1937 et ont un fils ensemble. Jusqu'en 1942, elle travaille également comme traductrice indépendante pour le ministère de l'Éducation du peuple et de la Propagande du Reich. Elle est impliquée dans la traduction des discours du parti national-socialiste et participe, avec James Murphy, à la traduction anglaise de Mein Kampf d'Adolf Hitler. Elle s'oppose aux tentatives de James Murphy d'améliorer la prose d'Hitler car elle veut que le livre « conserve son agitation éhontée des masses »[style à revoir] pour faire prendre conscience, à l'étranger, des idées nazies. Le New York Times remerciera d'ailleurs l'équipe de traduction « pour avoir bien servi le pays » en montrant à quel point la prose d'Hitler était presque aussi illisible en anglais qu'en allemand,,,. 

### L'Orchestre rouge
En 1939, le couple Kuckhof rencontre Libertas et Harro Schulze-Boysen, qu'elle met en contact avec Arvid Harnack. Greta Kuckhoff relit les tracts du réseau de résistance Orchestre rouge et fait office de courrier pour Adam Kuckhoff et Arvid Harnack. En 1941, elle participe à la préparation d'une messagerie soviétique,.  
Greta Kuckhoff est arrêtée le 12 septembre 1942 dans son appartement, dans le cadre des enquêtes sur la Gestapo sur le couple Schulze-Boysen, fondateurs du réseau. Elle est emmenée au siège de la police sur l'Alexanderplatz. Au même moment, Adam Kuckhoff est arrêté à Prague. Elle est condamnée à mort le 3 février 1943 pour « aide dans la préparation d'une entreprise de haute trahison et non-dénonciation d'acte d'espionnage ». La peine de mort est transformée dans un deuxième jugement du Reichskriegsgericht du 27 mai 1943 en dix ans de maison de redressement avec privation des droits civiques pour « aide dans la préparation d'une entreprise de haute trahison et intelligence avec l'ennemi ». Elle est incarcérée le 11 février 1944 à la prison pour femmes de Cottbus et, le 4 février 1945, dans la Maison de redressement de Waldheim (de),.  
Pendant sa détention, son amie Margarethe Lachmund, résistante pacifiste quaker, rencontrée à Londres dans une maison quaker accueillant des réfugiés, s'occupe de ses parents et de son fils Ule Kuckhoff, alors âgé de quatre ans.  
Son mari est exécuté le 5 août 1943 à la prison de Plötzensee en raison de sa participation à l'Orchestre rouge.   
Le 8 mai 1945, Greta Kuckhoff et ses codétenus sont libérés par l'Armée rouge. 

### Après-guerre

#### Procès contre Manfred Roeder
Avec Adolf Grimme et Günther Weissenborn, Greta Kuckhoff intente un procès, en septembre 1945, contre Manfred Roeder, qui avait mené les enquêtes et les poursuites contre l'Orchestre rouge et était responsable des douzaines de condamnations à mort prononcées par le Reichskriegsgericht. Le ministère public conclut, en 1951, qu'il n'y a aucune indication de crime contre l'humanité dans les faits qui sont reprochés à Manfred Roeder.

#### Débuts de la RDA
En 1945, Greta Kuckhoff rejoint le Parti communiste d'Allemagne (KPD). En avril 1946, dans la zone d'occupation soviétique, future République démocratique allemande, les autorités soviétiques et les cadres du Parti communiste d'Allemagne imposent la fusion du Parti social-démocrate d'Allemagne avec le KPD, pour donner naissance au Parti socialiste unifié d'Allemagne (SED), qui devient ensuite le parti dirigeant de la République démocratique allemande. Greta Kuckhoff devient donc membre de fait du SED.
Elle devient cheffe adjointe du département de la nutrition auprès du bourgmestre-gouverneur de Berlin. Elle défend l'égalité des chances pour les femmes dans l'accès aux postes de direction. Elle est repérée et surveillée par les Alliés occidentaux et déménage à l'est de Berlin. 
À partir de 1946, Greta Kuckhoff travaille avec diverses organisations économiques. Elle est membre du premier et du deuxième Conseil du peuple allemand (de) et, de 1954 à 1958, députée à la Chambre du peuple. En 1950, elle est directrice au nouveau ministère des Affaires étrangères de la RDA,.

#### Présidente de la Deutsche Notenbank
Le 13 décembre 1950, elle est nommée présidente de la Deutsche Notenbank (de), la Banque centrale de la zone d'occupation soviétique, puis de la RDA (en 1968 lui succède la Banque d'État de la RDA). Elle prend la suite de Willy Huhn, démissionnaire après des pressions politiques « pour raisons de santé ». Mais comme lui, elle est peu disposée à accepter les décisions politiques monétaires techniquement douteuses du SED ou du Conseil des ministres de la RDA. En octobre 1957, elle est tenue à l'écart de l'organisation d'une opération d'échange de billets de banque. L'année suivante, en avril 1958, elle remet elle aussi sa démission de la présidence de la Banque d'État, pour « raisons de santé »,.
À partir de 1964, elle est vice-présidente du Conseil de la paix de la RDA (de) et membre du Conseil mondial de la paix. 
En 1972, elle publie ses mémoires, Vom Rosenkranz zur Roten Kapelle, qui rencontrent un grand succès, sont rééditées à plusieurs reprises et donnent beaucoup d'informations sur l'Orchestre rouge.
Elle meurt le 11 octobre 1981. Son urne funéraire est enterrée au Mémorial des socialistes du cimetière central de Berlin-Friedrichsfelde. 
Le 7 mai 2012, à l'occasion du 110e anniversaire de sa naissance, un Stolperstein est placé dans sa ville natale de Francfort-sur-l'Oder.

## Distinctions
- 1955 : 
  - Médaille Clara-Zetkin
  - Ordre du Mérite patriotique en argent
- 1958 : Médaille des combattants contre le fascisme
- 1965 : Ordre du Mérite patriotique en or
- 1967 : Citoyenneté d'honneur de la ville de Francfort-sur-l'Oder
- 1968 : 
  - Médaille Carl von Ossietzky du Conseil pour la paix de la RDA
  - Étoile de l'amitié des peuples en argent
- 1970 : Ordre du Mérite patriotique, fermoir d'honneur (Ehrenspange)
- 1972 : Étoile de l'amitié des peuples en or
- 1973 : Doctorat honoris causa de l'université Martin-Luther de Halle-Wittemberg[1]
- 1977 : Plaquette Thomasius de l'université Martin-Luther de Halle-Wittenberg
- 1980 : Ordre de Karl-Marx
- 1981 : Tombe d'honneur au mémorial du socialisme au cimetière central de Berlin-Friedrichsfelde.

## Publications
- Rote Kapelle, dans Aufbau, Berlin, Aufbau-Verlag 1948, n°1, pp. 30–37
- Vom Rosenkranz zur Roten Kapelle. Ein Lebensbericht, Berlin, Neues Leben, 1972  (ISBN 978-3268729111) Lire en ligne